# المپیک تابستانی ۲۰۰۴
بازی‌های المپیک تابستانی ۲۰۰۴ (در انگلیسی: Games of the XXVIII Olympiad) که به‌طور رسمی با نام «بازی‌های المپیاد بیست و هشتم» شناخته می‌شود، از ۱۳ اوت ۲۰۰۴ تا ۲۹ اوت ۲۰۰۴ میلادی در شهر آتن در کشور یونان و با حضور ۱۱٬۰۹۹ ورزشکار زن و مرد از ۲۰۲ کشور جهان و در ۲۸ رشته ورزشی برگزار شد. در پایان مسابقات ۳۰۱ مدال المپیک توزیع شد.
رقبای میزبانی بازی‌های المپیک تابستانی ۲۰۰۴، شهرهای رم ایتالیا، کیپ‌تاون آفریقای جنوبی، استکهلم سوئد و بوئنوس آیرس آرژانتین بودند که نهایتاً شهر آتن برای میزبانی بیست و هشتمین دوره بازی‌های المپیک انتخاب شد؛ بنابراین، بازی‌های مدرن المپیک، پس از ۱۰۸ سال به زادگاه اصلی خود بازگشت.
بازی‌های المپیک تابستانی ۲۰۰۴، سومین دوره میزبانی کشور یونان در تاریخ جدید مسابقات بازی‌های المپیک بود. سران اکثر کشورهای جهان برای تماشای مراسم افتتاحیه در ورزشگاه المپیک آتن حضور داشتند.
مشعل بازی‌های المپیک آتن که به برگ درخت زیتون شباهت داشت، با وزن ۷۰۰ گرم و طول ۶۸ سانتیمتر، دارای طراحی جالبی بود. آتش المپیک در ورزشگاه المپیک آتن که نماد گشایش بازی‌های المپیک تابستانی ۲۰۰۴ بود، توسط نیکوس کاکلاماناکیس، ورزشکار یونانی و برنده مدال طلای المپیک برافروخته شد.
سمبل بازی‌های المپیک آتن، تاجی ساخته شده به شکل شاخه درخت زیتون و به رنگ سبز بود. این تاج در زمان برگزاری بازی‌های باستانی المپیک به عنوان جایزه به قهرمانان بازی‌ها اعطا می‌شده‌است.

## انتخاب میزبان
کاندیداها:
1. استانبول-ترکیه
2. لیل-فرانسه
3. سن پترزبورگ-روسیه
4. سویل (شهر)-پادشاهی اسپانیا
5. آتن-یونان (برای دومین بار)
6. رم-ایتالیا (برای دومین بار)
7. استکهلم-سوئد (برای دومین بار)
8. بوئنوس آیرس-آرژانتین
9. ریو دو ژانیرو-برزیل
10. سان خوآن-پورتوریکو
11. کیپ‌تاون-آفریقای جنوبی

انتخاب: آتن
محل رای‌گیری: لوزان-سوئیس

## آیا می‌دانستید؟
- بنابر تخمین‌ها «چهار میلیارد نفر»، مراسم افتتاحیه بازی‌های المپیک تابستانی ۲۰۰۴ آتن را روی صفحه تلویزیون‌ها تماشا کردند.[۲]
- کاروان ورزشی افغانستان متشکل از پنج ورزشکار، سه مربی و یک مقام رسمی، یکی از کم تعدادترین کاروان‌های ورزشی بودند که در المپیک آتن حضور داشتند. البته این اولین حضور کشور افغانستان پس از محرومیتش در سال ۱۹۹۹ میلادی بود که به دلیل ممنوعیت ورزش زنان از سوی گروه طالبان، اعمال شده بود.[۴]
- در بازی‌های المپیک تابستانی ۲۰۰۴ و برای نخستین بار در تاریخ افغانستان، دو ورزشکار زن در بازی‌های المپیک شرکت کردند. روبینا مقیم یار در رشته دوی سرعت ۱۰۰ متر و فریبا رضائی در رشته جودو. حضور این دو ورزشکار زن در میان کاروان ورزشی افغانستان بازتاب گسترده‌ای در میان رسانه‌های جهان دربرداشت.[۴]
- تنها یک ورزشکار زن در تیم ۳۸ نفره ورزشکاران ایرانی قرار داشت. نسیم حسن پور تنها دختر ایرانی شرکت‌کننده در رشته تیراندازی و تنها دختر ایرانی شرکت‌کننده در بازی‌های المپیک تابستانی ۲۰۰۴ یونان بود.[۵]
- تیم ایران، به همراه اسلواکی با کسب ۲ مدال در هر رنگ، به‌طور مشترک در رده ۲۹ جدول مدال‌ها و رده‌بندی تیمی قرار گرفت.[۶]

## جنجال‌ها
- پس از مشخص شدن استفاده پنج وزنه‌بردار از کشورهای هند، ترکیه، مجارستان، مراکش و مولداوی از داروهای نیروزا، آنان از شرکت در مسابقات وزنه‌برداری بازی‌های المپیک تابستانی ۲۰۰۴ آتن محروم شدند.[۷]
- مدال طلای ایرینا کورژاننکو قهرمان روسی رشته پرتاب وزنه زنان در بازی‌های المپیک تابستانی ۲۰۰۴ آتن، به دلیل استفاده از داروهای نیروزا پس گرفته شد و خودش نیز از بازی‌های المپیک اخراج شد.[۸]
- دو قهرمان یونانی و از امیدهای اصلی یونان برای کسب مدال که کمی پیش از آغاز بازی‌های المپیک آتن از انجام تست دوپینگ سرباز زده بودند، از شرکت در این رقابت‌ها انصراف دادند. کوستاس کنتریس و کاترینا تانو، دلیل کناره‌گیری خود از بازی‌های المپیک آتن را حفظ «منافع ملی» یونان و در جهت پایان جنجال‌ها عنوان کردند.[۹]
- در حین برگزاری مسابقه فینال دو و میدانی مردان، زمانی که وندرلای دی لیما از برزیل پیش از بقیه ورزشکاران قرار داشت، یک تماشاچی خرابکار، مانع از دویدن وی شد و او را برای مدتی نگه داشت که مانع از پیشتازی این دونده برزیلی شد و مدال طلا نصیب استفانو بالدینی از ایتالیا شد. پس از وی نیز مب کفلتزیگی از آمریکا و وندرلای دی لیما از برزیل، در مکان‌های دوم و سوم دوی ماراتون ایستادند.[۱۰]
- آرش میراسماعیلی که انتخاب اول مجله آمریکایی اسپورتس ایلستریتد (Sports Illustrated) برای کسب مدال طلا در رشته جودو بود، حاضر به انجام مسابقه با ایهود واکس جودوکار اسرائیلی نشد و بنابر قانون المپیک، از دور مسابقات حذف شد.[۱۱] محمد خاتمی رئیس‌جمهور وقت ایران در واکنش به کار آرش میراسماعیلی گفت: «این عمل آرش، در تاریخ افتخارات ایران ثبت می‌شود!» در ۸ سپتامبر، دولت ایران در مراسمی که از تلویزیون رسمی ایران پخش می‌شد، به هر یک از دو طلایی اردوی ایران در بازی‌های المپیک تابستانی ۲۰۰۴ و همچنین آرش میراسماعیلی، مبلغی معادل ۱۲۵٬۰۰۰ دلار آمریکا جایزه نقدی پرداخت کرد.[۱۲]

## ورزش‌ها
| \| - ورزش‌های آبی - شیرجه (8) - شنا (32) - شنای موزون (2) - واترپلو (2) - تیراندازی با کمان (4) - دو و میدانی (46) - بدمینتون (5) - بیسبال (1) - بسکتبال (2) - بوکس (11) \| - قایقرانی - اسپرینت (12) - اسلالوم (4) - دوچرخه‌سواری - جاده (4) - پیست (12) - کوهستان (2) - سوارکاری - درساژ (2) - اونتینگ (2) - پرش (2) - شمشیربازی (10) \| - هاکی روی چمن (2) - فوتبال (2) - ژیمناستیک - هنری (14) - ریتمیک (2) - ترامپولین (2) - هندبال (2) - جودو (14) - پنج‌گانه مدرن (2) - روئینگ (14) - قایقرانی بادبانی (11) - تیراندازی (17) \| - سافت‌بال (1) - تنیس روی میز (4) - تکواندو (8) - تنیس (4) - ورزش سه‌گانه (2) - والیبال - والیبال (2) - والیبال ساحلی (2) - وزنه‌برداری (15) - کشتی - آزاد (11) - فرنگی (7) \| | | | |
| - ورزش‌های آبی - شیرجه (8) - شنا (32) - شنای موزون (2) - واترپلو (2) - تیراندازی با کمان (4) - دو و میدانی (46) - بدمینتون (5) - بیسبال (1) - بسکتبال (2) - بوکس (11) | - قایقرانی - اسپرینت (12) - اسلالوم (4) - دوچرخه‌سواری - جاده (4) - پیست (12) - کوهستان (2) - سوارکاری - درساژ (2) - اونتینگ (2) - پرش (2) - شمشیربازی (10) | - هاکی روی چمن (2) - فوتبال (2) - ژیمناستیک - هنری (14) - ریتمیک (2) - ترامپولین (2) - هندبال (2) - جودو (14) - پنج‌گانه مدرن (2) - روئینگ (14) - قایقرانی بادبانی (11) - تیراندازی (17) | - سافت‌بال (1) - تنیس روی میز (4) - تکواندو (8) - تنیس (4) - ورزش سه‌گانه (2) - والیبال - والیبال (2) - والیبال ساحلی (2) - وزنه‌برداری (15) - کشتی - آزاد (11) - فرنگی (7) |

## کشورهای شرکت کننده
| - افغانستان (۵) - آلبانی (۷) - الجزایر (۶۳) - ساموآی آمریکا (۵) - آندورا (۸) - آنگولا (۳۱) - آنتیگوآ و باربودا (۹) - آرژانتین (۱۵۶) - ارمنستان (۱۹) - آروبا (۴) - استرالیا (۴۸۲) - اتریش (۱۰۱) - جمهوری آذربایجان (۳۶) - باهاما (۴۱) - بحرین (۶) - بنگلادش (۴) - باربادوس (۱۰) - بلاروس (۱۵۱) - بلژیک (۶۲) - بلیز (۲) - بنین (۴) - برمودا (۱۰) - بوتان (۲) - بولیوی (۷) - بوسنی و هرزگوین (۹) - بوتسوانا (۱۱) - برزیل (۲۴۷) - جزایر ویرجین بریتانیا (۱) - برونئی (۱) - بلغارستان (۱۶۵) - بورکینافاسو (۵) - بوروندی (۷) - کامبوج (۴) - کامرون (۱۷) - کانادا (۲۶۲) - کیپ ورد (۳) - جزایر کیمن (۵) - جمهوری آفریقای مرکزی (۴) - چاد (۲) - شیلی (۵۶) - چین (۴۰۷) - کلمبیا (۵۱) - کومور (۳) - جمهوری کنگو (۵) - جمهوری دموکراتیک کنگو (۴) - جزایر کوک (۳) - کاستاریکا (۲۰) - کرواسی (۸۳) - کوبا (۱۵۱) - قبرس (۲۰) - جمهوری چک (۱۴۲) - دانمارک (۹۲) - جیبوتی (۱) - دومینیکا (۲) - جمهوری دومینیکن (۳۳) - اکوادور (۱۷) - مصر (۹۶) - السالوادور (۸) - گینه استوایی (۲) - اریتره (۴) - استونی (۴۴) - اتیوپی (۲۸) - فیجی (۱۰) - فنلاند (۶۲) - فرانسه (۳۱۷) - گابن (۶) - گامبیا (۲) - گرجستان (۳۲) - آلمان (۴۷۹) - غنا (۲۹) - بریتانیای کبیر (۲۵۹) - یونان (۴۴۱) (میزبان) - گرنادا (۵) - گوآم (۴) - گواتمالا (۱۸) - گینه (۳) - گینه بیسائو (۳) - گویان (۴) - هائیتی (۸) - هندوراس (۵) - هنگ کنگ (۳۲) - مجارستان (۲۱۹) - ایسلند (۲۶) - هند (۷۳) - اندونزی (۳۸) - ایران (۳۷) - عراق (۲۵) - ایرلند (۵۲) - اسرائیل (۳۶) - ایتالیا (۳۶۴) - ساحل عاج (۵) - جامائیکا (۴۷) - ژاپن (۳۱۲) - اردن (۸) - قزاقستان (۱۱۴) - کنیا (۴۶) - کیریباتی (۳) - کره شمالی (۳۶) - کره جنوبی (۲۶۴) - کویت (۲۹) - قرقیزستان (۱۱) - لائوس (۵) - لتونی (۳۵) - لبنان (۸) - لسوتو (۳) - لیبریا (۲) - لیبی (۸) - لیختن‌اشتاین (۱) - لیتوانی (۵۹) - لوکزامبورگ (۱۰) - مقدونیه (۲۲) - ماداگاسکار (۸) - مالاوی (۴) - مالزی (۲۶) - مالدیو (۴) - مالی (۲۳) - مالت (۷) - موریتانی (۲) - موریس (۹) - مکزیک (۱۰۹) - ایالات فدرال میکرونزی (۵) - مولداوی (۳۳) - موناکو (۳) - مغولستان (۲۰) - مراکش (۵۵) - موزامبیک (۴) - میانمار (۲) - نامیبیا (۸) - نائورو (۳) - نپال (۶) - هلند (۲۱۹) - آنتیل هلند (۳) - نیوزیلند (۱۴۸) - نیکاراگوئه (۵) - نیجر (۴) - نیجریه (۷۰) - نروژ (۵۲) - عمان (۲) - پاکستان (۲۶) - پالائو (۴) - فلسطین (۳) - پاناما (۴) - پاپوآ گینه نو (۴) - پاراگوئه (۲۲) - پرو (۹) - فیلیپین (۱۶) - لهستان (۲۰۸) - پرتغال (۹۱) - پورتوریکو (۴۳) - قطر (۲۲) - رومانی (۱۰۸) - روسیه (۴۵۶) - رواندا (۵) - سنت کیتس و نویس (۲) - سنت لوسیا (۲) - سنت وینسنت و گرنادین‌ها (۳) - سائوتومه و پرنسیپ (۲) - ساموآ (۳) - سان مارینو (۵) - عربستان سعودی (۱۶) - سنگال (۱۶) - صربستان و مونته‌نگرو (۸۷) - سیشل (۹) - سیرالئون (۲) - سنگاپور (۱۶) - اسلواکی (۶۴) - اسلوونی (۷۹) - جزایر سلیمان (۲) - سومالی (۲) - آفریقای جنوبی (۱۰۶) - اسپانیا (۳۱۶) - سری‌لانکا (۸) - سودان (۴) - سورینام (۴) - سوازیلند (۳) - سوئد (۱۱۵) - سوئیس (۹۸) - سوریه (۶) - چین تایپه (۸۷) - تاجیکستان (۹) - تانزانیا (۸) - تایلند (۴۲) - تیمور شرقی (۲) - توگو (۳) - تونگا (۵) - ترینیداد و توباگو (۱۹) - تونس (۵۴) - ترکیه (۵۳) - ترکمنستان (۹) - اوگاندا (۱۱) - اوکراین (۲۳۹) - امارات متحده عربی (۴) - ایالات متحده آمریکا (۵۳۶) - اروگوئه (۱۵) - ازبکستان (۷۰) - وانواتو (۲) - ونزوئلا (۴۸) - ویتنام (۱۱) - جزایر ویرجین (۶) - یمن (۳) - زامبیا (۶) - زیمبابوه (۱۳) |

## شمارش مدال‌ها
فهرست زیر شامل ده کشور برتری است که بیشترین امتیاز را در جدول مدال‌ها ازآن خود کردند. کشور یونان که میزبان مسابقات بود توانست تا با کسب ۶ مدال طلا، ۶ نقره و ۴ برنز در رده ۱۵هم جدول قرار بگیرد.
| رتبه | کشورها              | طلا | نقره | برنز | مجموع |
| ۱    | ایالات متحده آمریکا | ۳۵  | ۳۹   | ۲۹   | ۱۰۳   |
| ۲    | چین                 | ۳۲  | ۱۷   | ۱۴   | ۶۳    |
| ۳    | روسیه               | ۲۸  | ۲۶   | ۳۸   | ۹۲    |
| ۴    | استرالیا            | ۱۷  | ۱۶   | ۱۶   | ۴۹    |
| ۵    | ژاپن                | ۱۶  | ۹    | ۱۲   | ۳۷    |
| ۶    | آلمان               | ۱۳  | ۱۶   | ۲۰   | ۴۹    |
| ۷    | فرانسه              | ۱۱  | ۹    | ۱۳   | ۳۳    |
| ۸    | ایتالیا             | ۱۰  | ۱۱   | ۱۱   | ۳۲    |
| ۹    | کره جنوبی           | ۹   | ۱۲   | ۹    | ۳۰    |
| ۱۰   | بریتانیا            | ۹   | ۹    | ۱۳   | ۳۱    |